# Gimnasia en los Juegos Europeos
Las competiciones de gimnasia en los Juegos Europeos se realizan desde la primera edición. El evento es organizado por los Comités Olímpicos Europeos, junto con la Unión Europea de Gimnasia (UEG).
En las dos primeras ediciones se incluyeron competiciones en cinco diferentes modalidades de este deporte: gimnasia artística, rítmica, acrobática, aeróbica y en trampolín.

## Ediciones
| N.º | Año  | Sede                 | Instalación                |
| --- | ---- | -------------------- | -------------------------- |
| I   | 2015 | Bakú ( Azerbaiyán)   | Arena Nacional de Gimnasia |
| II  | 2019 | Minsk ( Bielorrusia) | Minsk Arena                |
| —   | 2023 | Cracovia ( Polonia)  | No realizado               |

## Medallero
- Actualizado a Minsk 2019.

| Núm. | País            | Oro | Plata | Bronce | Total |
| ---- | --------------- | --- | ----- | ------ | ----- |
| 1    | Rusia           | 29  | 14    | 9      | 52    |
| 2    | Bielorrusia     | 7   | 4     | 17     | 28    |
| 3    | Bélgica         | 6   | 4     | 0      | 10    |
| 4    | Ucrania         | 4   | 9     | 8      | 21    |
| 5    | Israel          | 2   | 4     | 2      | 8     |
| 6    | Suiza           | 2   | 1     | 1      | 4     |
| 7    | Italia          | 2   | 1     | 0      | 3     |
| 8    | España          | 2   | 0     | 1      | 3     |
| 9    | Eslovenia       | 2   | 0     | 0      | 2     |
| 10   | Azerbaiyán      | 1   | 5     | 4      | 10    |
| 11   | Alemania        | 1   | 3     | 1      | 5     |
| 12   | Francia         | 1   | 2     | 1      | 4     |
| 13   | Países Bajos    | 1   | 1     | 4      | 6     |
| 14   | Armenia         | 1   | 1     | 0      | 2     |
| 14   | Grecia          | 1   | 1     | 0      | 2     |
| 16   | Hungría         | 1   | 0     | 2      | 3     |
| 17   | Finlandia       | 1   | 0     | 0      | 1     |
| 17   | Lituania        | 1   | 0     | 0      | 1     |
| 17   | Polonia         | 1   | 0     | 0      | 1     |
| 20   | Bulgaria        | 0   | 4     | 2      | 6     |
| 21   | Reino Unido     | 0   | 3     | 4      | 7     |
| 22   | Rumania         | 0   | 3     | 3      | 6     |
| 23   | Portugal        | 0   | 2     | 3      | 5     |
| 24   | Turquía         | 0   | 1     | 2      | 3     |
| 25   | Georgia         | 0   | 1     | 1      | 2     |
| 26   | Chipre          | 0   | 1     | 0      | 1     |
| 26   | República Checa | 0   | 1     | 0      | 1     |
| 28   | Suecia          | 0   | 0     | 1      | 1     |
|      | TOTAL           | 66  | 66    | 66     | 198   |